# Боделан Руслан Борисович
Русла́н Бори́сович Бодела́н (4 квітня 1942, село Березівка, Балтський повіт — 26 червня 2025, Одеса, Україна) — радянський партійний діяч, український політик. Перший секретар Одеського обласного комітету КПУ, голова Одеської обласної ради, міський голова Одеси (серпень 1998 — квітень 2005). Депутат Верховної Ради УРСР 11-го скликання, народний депутат України 1-го та 2-го скл. Кандидат у члени ЦК КПУ в 1986—1990 роках. Член ЦК КПУ в 1990—1991 роках. Член ЦК КПРС в 1990—1991 роках.

## Життєпис
Народився 4 квітня 1942 року у селі Березівці, на той час Трансністрія (окупована Румунським королівством територія), в родині сільських учителів: батько Борис Фокич (1912–1995) — вчитель, директор школи; мати Галина Петрівна (1911–1989) — вчителька.
Українець, освіта вища. Закінчив державний педагогічний інститут у місті Петропавловську (Казахська РСР) та Вищу партійну школу при ЦК КПУ. Трудову діяльність почав учителем фізкультури в сільській школі. З 1960-х років почав політичну кар'єру. Член КПРС з 1964 року.
Пройшов шлях від секретаря комітету комсомолу до першого секретаря Одеського обласного комітету партії. З 1990 року очолював Одеську облраду.
Був народним депутатом України з 1992 до 1997 року. У 1998 році був обраний Одеським міським головою.
Після Помаранчевої революції 26 квітня 2005 року — проти Руслана Боделана порушена кримінальна справа за фактом зловживання службовим становищем на користь третіх осіб, 5 травня 2005 року — оголошений в міжнародний розшук.
У 2005 році переїхав до Росії, жив у Санкт-Петербурзі, працював заступником начальника Санкт-Петербурзького торговельного порту. У січні 2006 року Боделан отримав російське громадянство. До Одеси повернувся в квітні 2010 року після закриття кримінальної справи.
Помер 26 червня 2025 року.

## Хронологія кар'єри
- 1959 — вчитель фізкультури середньої школи села Гвоздавка Любашівського району Одеської області.
- 1961 — робітник будівельно-монтажного управління № 14 тресту «Одессільбуд».
- 1964 — секретар Балтського промислового комітету ЛКСМ України Одеської області.
- 1965 — перший секретар Кілійського районного комітету ЛКСМ України Одеської області.
- 1968 — закінчив державний педагогічний інститут в місті Петропавловську Казахської РСР.
- 1970 — інструктор відділу комсомольських організацій ЦК ЛКСМ України.
- 1971 — другий секретар Одеською обласного комітету ЛКСМ України.
- 1973 — перший секретар Одеською обласного комітету ЛКСМ України.
- 1977 — закінчив Заочну Вищу партійну школу при ЦК КПРС.
- 1979 — перший секретар Центрального районного комітету КПУ м. Одеси.
- З 27 грудня 1984 по грудень 1987 — перший секретар Одеського міського комітету КПУ.
- 19 грудня 1987 — 3 квітня 1990 — секретар Одеського обласного комітету КПУ.
- 3 квітня 1990 — серпень 1991 — перший секретар Одеського обласного комітету КПУ.
- 5 квітня 1990 — квітень 1998 — голова Одеської обласної ради
- 28 січня 1991 — березень 1992 — голова Одеського облвиконкому.
- Грудень 1992 — травень1994 — народний депутат України I-го скликання від Кілійського виборчого округу № 311.
- Травень 1994 — квітень 1998 — народний депутат України II-го скликання від Кілійського виборчого округу[1]№ 312.
- 11 липня 1995 — 26 травня 1998 — голова Одеської облдержадміністрації[7][8].
- Серпень 1998 — квітень 2005 — Одеський міський голова.

## Політична діяльність
22 листопада 1992 року обраний народним депутатом України (1-й тур — 61.4 %, 2 претенденти), висунутий кандидатом у народні депутати трудовим колективом КСП «Єнікіой» Кілійського району, пленумом районної ради ветеранів, виборцями с. Кирнички Ізмаїльського району, Одеської області, округ № 311
Член Комісії ВР України з питань діяльності Рад народних депутатів, розвитку місцевого самоврядування.
Входив до групи «За соціальну справедливість».
У листопаді 2004 року, під час Помаранчевої революції, Руслан Боделан публічно ініціював резолюцію про створення на території Одеської області самоврядної одиниці «Новоросійський край»

## Нагороди і відзнаки
- Нагороджений орденами Трудового Червоного Прапора, «Знак Пошани».
- Орден «За заслуги» II ст. (9 квітня 2002)[10], ІІІ ст. (30 вересня 1997)[11].
- Ювілейна медаль «20 років незалежності України» (1 грудня 2011)[12].
- Орден Святого Володимира II ступеня.
- Має звання Почесного громадянина Одеси (21 грудня 2012).

- Державний службовець 1 рангу[13].

## Родина
Одружений, дружина Валентина Терентіївна (1942 р.н.) — лаборант політехнічного університету.
Дочка Ольга (1960 р.н.) — вчителька, директор школи.
Дочка Лариса (1970 р.н.) — вчителька, завідувач дитячого садка.
Син Володимир (1975 р.н.) — начальник ГУ МНС (ДСНС) України в Одеській області (2010 — 2014 рр.). Головний підозрюваний в трагедії, яка відбулась під час протистояння в Одесі 2 травня 2014 року. Восени 2020 року отримав посаду в окупованому Росією Криму, станом на 2023 рік — посідає місце заступника колабораційної Херсонської обласної адміністрації. У червні 2023 року, Печерським судом Києва йому обрано запобіжний захід (заочно) у вигляді тримання під вартою. Володимира Боделана підозрюють у залишенні людей у небезпеці 2 травня 2014 року в Будинку профспілок (ч. 3 ст. 135 КК України).